# Ants Eskola
Ants Eskola (n. 17 februarie 1909, d. 1989) a fost un actor din Talin, Estonia, cunoscut internațional.

## Filmografie selectivă
- 1968 Sezon mort (Мёртвый сезон / Miortvîi sezon),	regia Savva Kuliș